# 法屬蘇丹
法属苏丹（法語：Soudan Français）为法属西非联邦的一构成殖民地，1880年建立，1960年独立成为今日的马里。这一殖民地于1890年至1899年及1921年至1958年称法属苏丹，在其他时段则使用不同的名称。殖民地最初主要用于军事目的，但至1890年代中期则发展为一民事管理区域。
1900年代初期的一系列行政重组之后，法国对这一区域的农业、宗教和奴隶制管辖程度逐渐深入。第二次世界大战后，莫迪博·凯塔领导的非洲民主运动成为推动法属苏丹独立的首要力量。
获得自主权的马里最初同法国保持密切联系，并于1959年同塞内加尔组成联邦，但此后同法塞两国的联系均日渐弱化，联邦一年后即告解体。1960年法属苏丹正式独立为马里共和国，与塞内加尔和法国愈发疏远。

## 殖民地建立

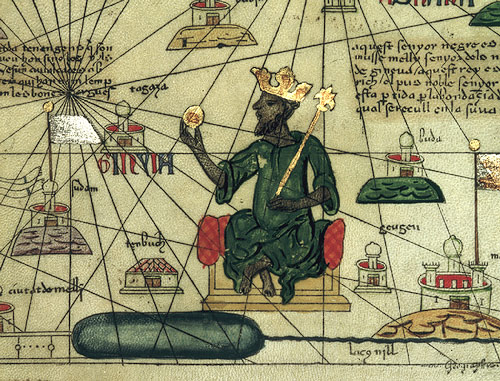
1375年的《加泰罗尼亚地图集》描绘了曼萨·穆萨手持砂金的场面。马里帝国的富裕程度引致了法国的殖民企图。

法属苏丹原先仅为法属塞内加尔的一系列军事前哨站。这一区域对法国的经济和战略意义都十分有限，但法军仍旧希望对其进行进一步的征服。法国对这一地带的帝国历史（包括马里帝国及桑海帝国）颇为沉迷，而军事征服亦可为法军人员提供升迁机会。
1879年，约瑟夫·加利埃尼受遣至此建立一要塞，并对达喀尔至尼日尔河铁路建设的可行性进行研究，法国对此区域的征服就此开始。1880年代，法国在此建立了一系列据点，并与当地一些原住民领袖建立同盟。行政上这一区域大多由法属塞内加尔总督进行管辖，最主要的殖民活动仍旧仅限于建立军事要塞及前哨站（包括1881年由古斯塔夫·博格尼-戴柏德于卡伊建设的重要前哨）。虽然名义上此地由塞内加尔平民政权管辖，当地的军官通常绕过塞内加尔，直接对巴黎的上级负责。戴柏德利用区域内的种族矛盾树立亲法领袖，由此获取了更大范围的领土。
法国文官和武官冲突不断，苏丹的主管人物亦经历了频繁的变更，直至1892年路易·阿希纳成为军事总督。阿希纳对尚未臣服于法国的当地领袖进行了一系列的征讨，取得了一定的成效。其军事行动往往绕过平民管辖，直接由军官执行。由于损失日益加大，法国决定免去阿希纳职位，由文官路易·阿尔贝·格罗戴取而代之。

## 管辖

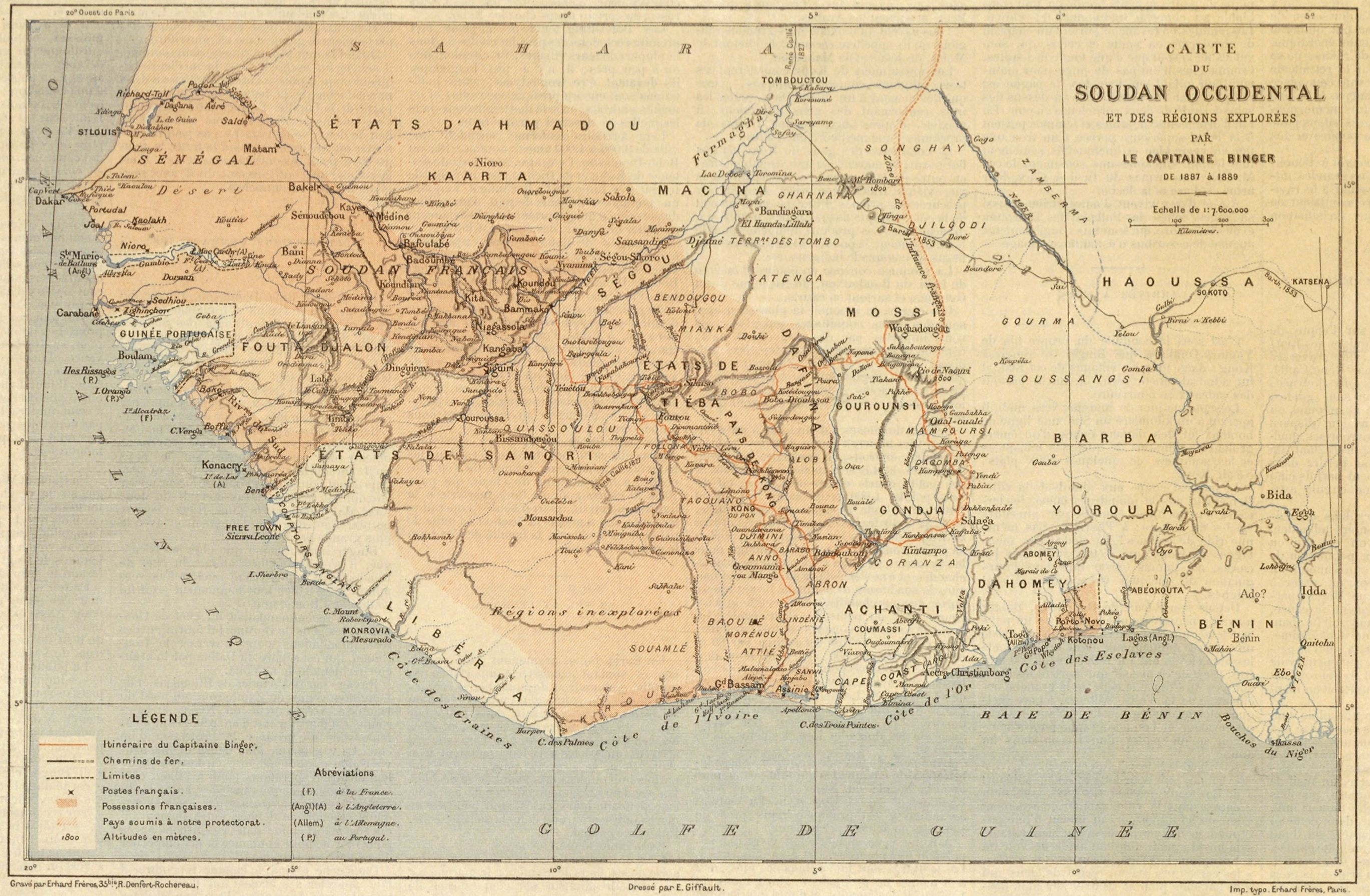
1889年法国的西非殖民地

1880年至1960年间，这一区域名称经历了一系列的变革。1880年至1890年8月18日，这一区域名称为“上河”（Haut-Fleuve），此后则更名为“法属苏丹”（Soudan français），首府迁至卡伊。1899年10月10日，法属苏丹一分为三，南部区域加入海岸殖民地，其余部分则分為“中尼日尔”（Moyen-Niger）和“上塞内加尔”（Haut-Sénégal）。1902年这一区域重新统合为一，称“塞内冈比亚和尼日尔”（Sénégambie et Niger）。1904年其再次更名为“上塞内加尔和尼日尔”（Haut-Sénégal et Niger）。1921年，其名称最终定为“法属苏丹”（Soudan français）。
殖民地的范围和管辖亦经历了变革。最初其管辖由当地军人及塞内加尔平民共同执行。1893年，法属苏丹正式归属平民管辖。1899年殖民地重组，11个南部省份划归予法属几内亚、象牙海岸和达荷美等其他殖民地。
未经重组的部分由两个殖民地机关管辖，与其他法国殖民地有一定联系。1902年，殖民地重新统合为一，此后其界限变更相对有限。1933年，法属上沃尔特（今布基纳法索）解体，其北部领土成为法属苏丹一部分。
1947年上沃尔特重新建立，法属苏丹领土再次变更，并与今日马里的领土相符。1890年代起法属苏丹首府为卡伊，1908年首府迁往巴马科。

## 农业
殖民地农业主要由降水支持，前三十年人工灌溉十分有限。唯一的经济作物为坚果，在卡伊至巴马科铁路附近进行采集。第一次世界大战期间西非地区实验种植埃及棉获得成功，埃米尔·贝利姆开始呼吁在尼日尔河沿岸建立大型灌溉系统。1921年起，位于库利科罗、巴吉内达坎普和塞古省的灌溉工程开始送水。法方认为这一举措将可挑战埃及和美国的棉花种植产业。
与法属西非其他农业项目不同，法属苏丹的灌溉工程最初依靠家庭自愿迁居至指定区域。由于志愿人数有限，殖民者开始强行转移家庭以支持棉花产业。1926年建立的尼日尔局（Office du Niger）为管理计划性灌溉农业项目的首要机构。农民对强行迁移十分不满，并主张获取永久土地权（土地所有权通常归属尼日尔局）。即便如此，法属苏丹仍未发展出成规模的经济作物经济。

## 宗教政策
与法属西非其他区域类似，法属苏丹对于伊斯兰教及穆斯林群体有一些特定的政策。殖民当局倾向使用阿拉伯语和伊斯兰教法。二者均为成文体系，由此容易进行标准化。
当局名义上持宗教不干涉立场，但在1900年代起开始对伊斯兰教育进行积极规制。由于担心泛伊斯兰主义运动在北非和萨赫勒地区兴起，法方开始推行政策，遏制伊斯兰教的进一步传播，并立令阻止穆斯林领袖对非穆斯林社群进行管辖。
1940年代，名为“安拉古拉”（Allah Koura）的宗教运动自桑省开始传播，主要基于当地一人所见的异象。殖民当局认为其可限制伊斯兰教向南方的扩张，由此允许安拉古拉的传播。1950年代后期，殖民地的穆斯林抗议和骚乱进一步推动了独立运动的发展。

## 奴隶政策
与法属西非其他区域类似，殖民当局制订明确规定以试图终结奴隶制。1903年，当局要求地方官员停止在行政中使用“奴隶”这一表达。1905年的一政令则正式在法属西非范围内取缔了奴隶制。
近一百万法属西非奴隶由此脱离其奴隶主，迁往其他区域。法方则在尼日尔河流域建立定居点，并在其他区域协助挖井，由此前奴隶可自主进行农耕活动。
废奴进程对今马里南部和西部地区影响显著，但北部和东部仍旧有大量奴隶未脱离其奴隶主。根据粗略估计，今马里领土范围内有三分之一的奴隶脱离了奴隶主，而三分之二则并未脱离。1920年代，大多数图阿雷格家庭仍旧拥有奴隶，从事持家和养殖动物事宜。
虽然奴隶制并未完全革除，其运作方式亦发生了一定程度的改变。脱逃奴隶可在城市中获得法国当局一定时间的保护。奴隶可对其服役条件进行谈判。一些奴隶仍旧为奴，但交换条件是其对家庭生活将拥有自主权，部分土地则将可传予其子孙。此外，当局积极阻止劫奴及其他奴隶贸易活动，获取奴隶的途径日益减少。然而即便是在1905年后，奴隶制仍旧在法属苏丹广泛存在。

## 独立

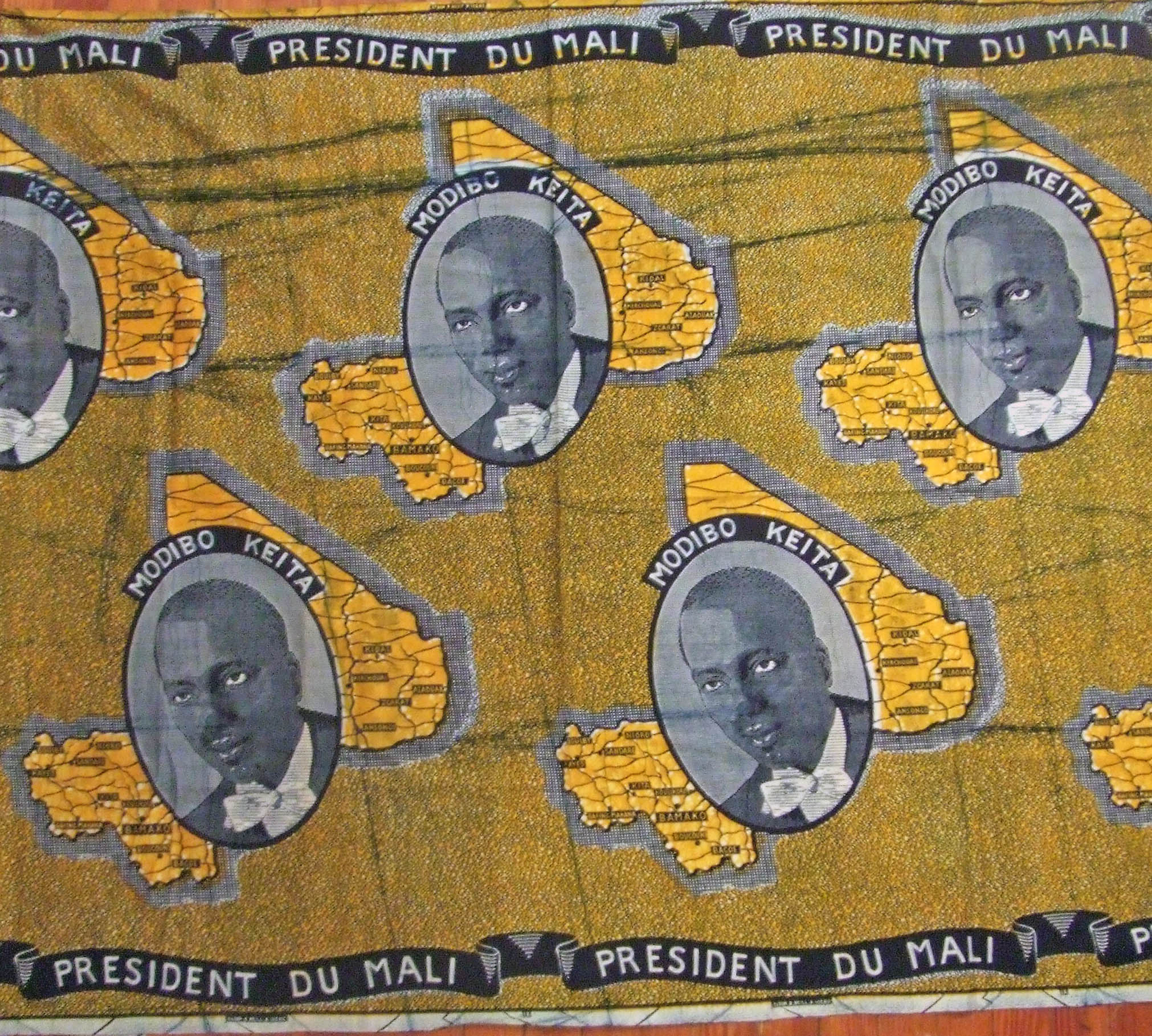
马里首任总统莫迪博·凯塔的海报

1956年法国国民议会通过《改革法案》，诸多法属西非殖民地开始组织选举以扩展其自决权。1957年法属苏丹首次举行选举，非洲民主运动获得胜利，并亦于邻近的象牙海岸、法属几内亚和上沃尔特获取多数选票。1958年法国宪法全民投票通过后，“苏丹共和国”（République Soudanaise）于1958年11月24日宣告成立，对其国内事宜拥有自主权。苏丹共和国是继马达加斯加后第二个加入法兰西共同体的国家，由此其对内自治得到保障，而在货币、外交及国防方面则与法国具有联系。
1959年1月，有计划开始呼吁苏丹共和国同塞内加尔、达荷美和上沃尔特进行联合。然而至4月达荷美和上沃尔特立法机关均未批准这一计划，由此仅有苏丹共和国和塞内加尔两国联合，即马里联邦。1959年，莫迪博·凯塔领导的非洲民主运动在苏丹共和国选举中获得全部70个席位，并与塞内加尔由利奥波德·塞达尔·桑戈尔领导的执政党进行联合。1960年6月20日，马里联盟作为法兰西共同体一员正式获得独立。然而桑戈尔和凯塔对于联盟运作方式存在分歧，最终导致联盟于1960年8月20日解体。前法属苏丹正式宣布更名为马里共和国。凯塔政治立场愈发激进，1960年9月马里由此宣布脱离法兰西共同体。

## 延伸阅读
- Joseph Roger de Benoist, Église et pouvoir colonial au Soudan français: les relations entre les administrateurs et les missionnaires catholiques dans la Boucle du Niger, de 1885 à 1945. 539 p. Karthala, 1987 ISBN 978-2-86537-169-3
- Georges Spitz, Le Soudan français, Éditions maritimes et coloniales, 1955, 111 p.